# Basebollkommissarie
Basebollkommissarien (engelska: Commissioner of Baseball) är den högsta tjänstemannen och ansvariga chefen för den professionella basebollen i Nordamerika. Basebollkommissarien leder både Major League Baseball (MLB) och de lägre rankade ligorna i Minor League Baseball (MiLB). Den nuvarande basebollkommissarien är Rob Manfred, som tillträdde i januari 2015.

## Historia

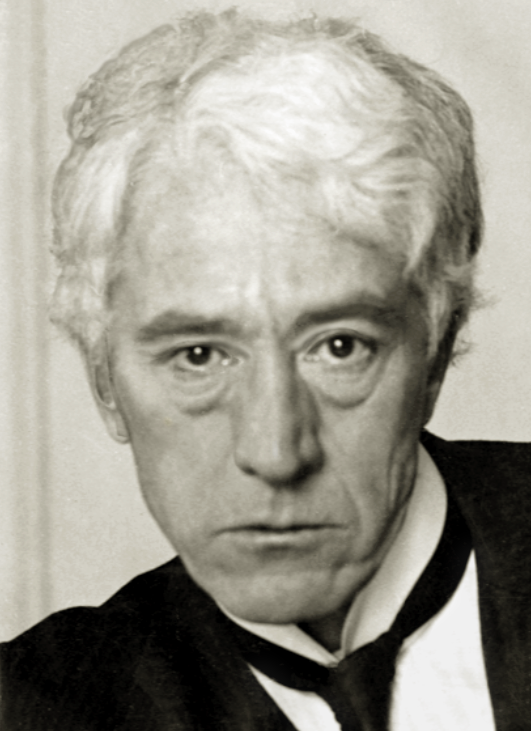
Kenesaw Mountain Landis, den första basebollkommissarien.

1903 slöt de båda största professionella basebolligorna National League och American League ett avtal om att samarbeta i stället för att enbart konkurrera om publik och spelare. Ligornas respektive mästare möttes i en final, World Series, med start samma år. En grupp bestående av chefen för National League, motsvarigheten från American League och en oberoende "kommittéordförande" skulle lösa eventuella tvister och på andra sätt samordna verksamheten.
1920 skakades basebollsporten av den så kallade Black Sox-skandalen, då flera spelare i Chicago White Sox medverkade i en spelskandal genom att avsiktligt förlora World Series 1919 mot Cincinnati Reds. Klubbägarna beslöt sig då för att reformera ledningen av ligaverksamheten för att på ett effektivt sätt hantera krisen för sporten. Juristen Kenesaw Mountain Landis utsågs till ny kommittéordförande, men Landis krävde att få bli helt självständig "kommissarie" (commissioner) och med kraftigt utökade maktbefogenheter få rätt att besluta om hur verksamheten skulle bedrivas. Landis tillträdde som basebollkommissarie 1921 och kom därefter att på egen hand styra verksamheten självständigt. Landis stannade på sin post till 1944, då han avled.
Landis styrde basebollen med en enväldig ställning. De efterföljande kommissariernas ställning och oberoende har varierat genom åren. Den nuvarande kommissarien, Rob Manfred, är nummer tio i ordningen.

## Kommissariens kansli

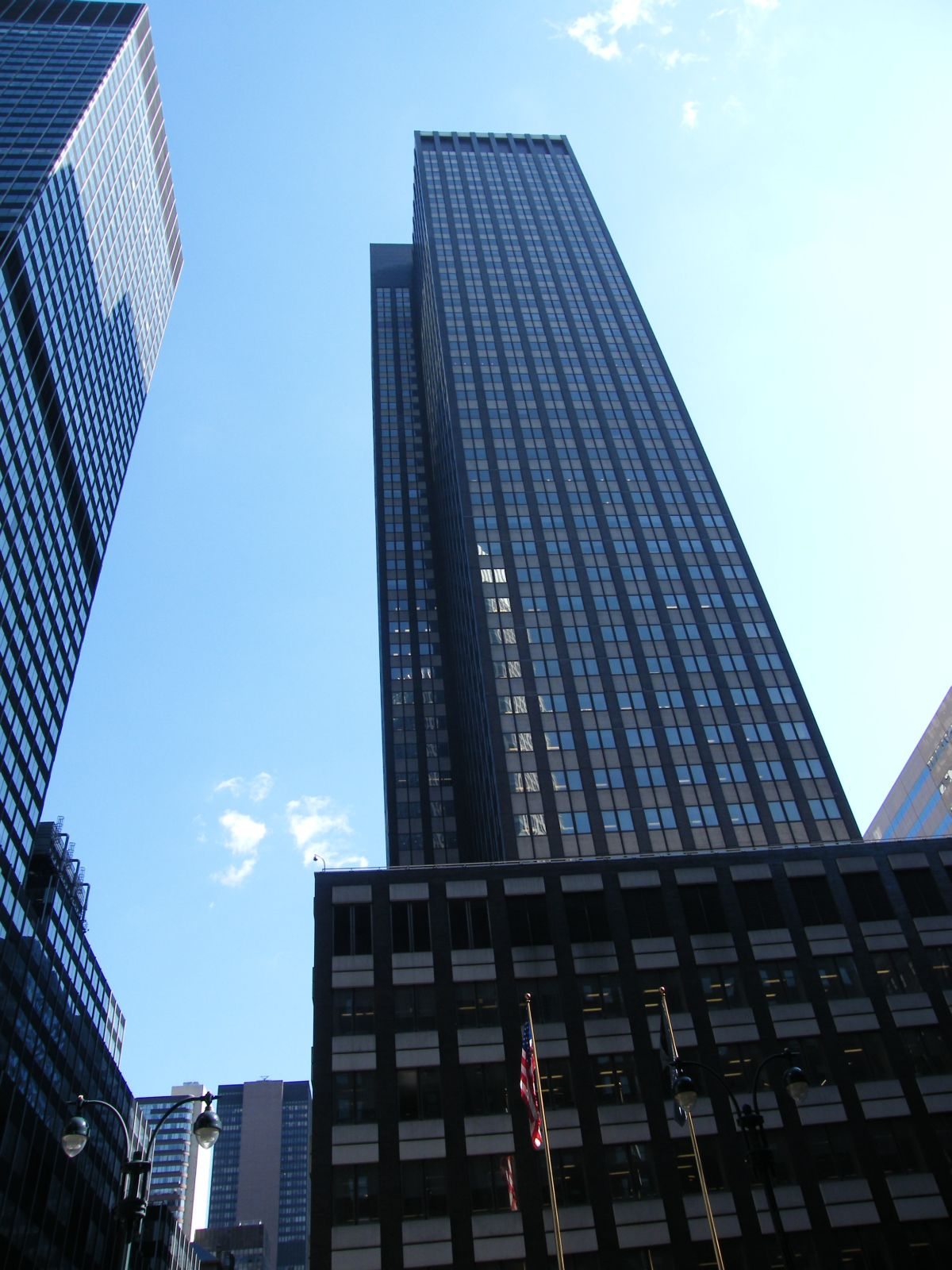
Kommissarien har sitt kansli på 245 Park Avenue på Manhattan i New York.

Kommissarien leder ett kansli i New York, The Office of the Commissioner of Baseball, som har hand om frågor som hantering av spelarkontrakt, den årliga spelardraften och rule 5 draften, förhandlingar med spelarfacket MLBPA, förhandlingar och avtal avseende tv-sändningar och sponsring och disciplinära frågor. Kansliet administrerar även den stiftelse som driver Hall of Fame.

## Kommissarier
Följande personer har tjänstgjort som basebollkommissarier:
- Kenesaw Mountain Landis (1921–1944)
- Happy Chandler (1945–1951)
- Ford Frick (1951–1965)
- William Eckert (1965–1968)
- Bowie Kuhn (1969–1984)
- Peter Ueberroth (1984–1988)
- A. Bartlett Giamatti (1988–1989)
- Fay Vincent (1989–1992)
- Bud Selig (1992–2015)*
- Rob Manfred (2015–)

* Tillförordnad kommissarie 1992–1998